# Andrés Bornáz
Andrés Bornáz fue un sacerdote y político peruano. 
Fue diputado suplente de la República del Perú por la provincia de Quispicanchi en 1829 durante el primer gobierno del Mariscal Agustín Gamarra. 